# 중국 정원

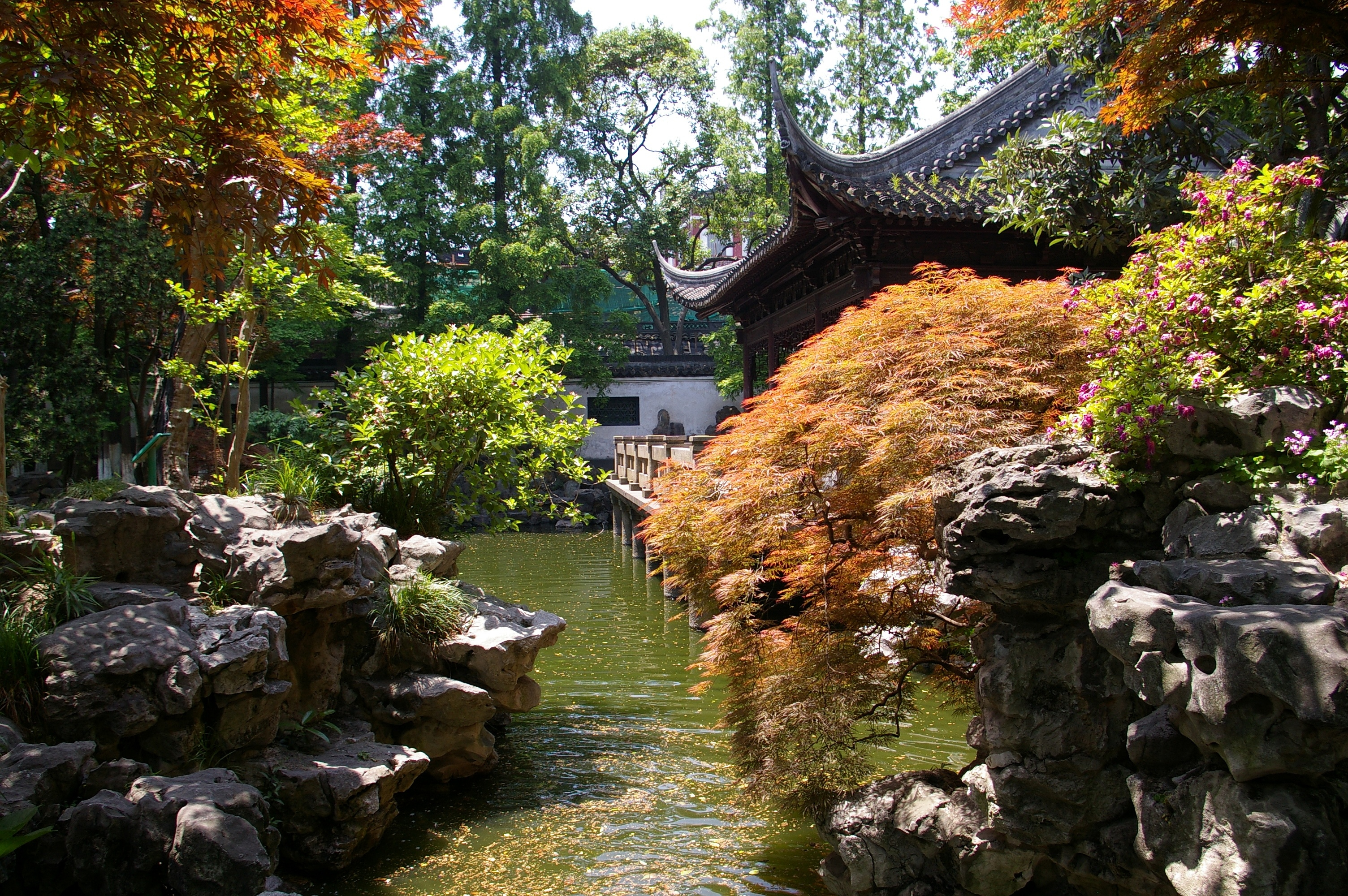
상하이에 위치한 예원

원림(園林)이란 집터에 딸린 틀, 혹은 공원의 수풀을 이르는 말이다. 중국 정원(中國 庭園) 또는 중국 원림(中國 園林)은 자연산수의 재현에 주안점을 준 비대칭의 원림으로 자연에 근본을 두고 자연과 인공의 적절한 조화를 이룬다. 기본적으로 신선세계를 지향하며 산림의 경계를 묘사하는 데 있다. 중국의 원림 건축은 황실 원림과 정교한 개인 원림으로 나뉘며 이런 건축들은 인공미와 자연미가 하나로 융합되었으며, 산수지형, 화초수목, 정원, 난간, 대련과 편액 등이 정교하게 배치되어 산과 돌, 흐르는 물이 하나의 그림같다.

## 유형
- 황(왕)가 원림
- 사가원림
- 인공산수원
- 자연풍경원림
- 자연산수원
- 사묘원림

## 역사
1. 주에서 한: 주나라 문왕시대에 궁원을 가꾸었다.
2. 위, 진, 남북조 시대: 원림예술의 형성기, 원림을 관람예술로 간주함.
3. 수, 당, 오대: 원림예술의 성숙기, 원림의 규모 확대, 수량 증가
4. 송대: 원림예술의 제 1고조기, 시조의 발달, 화원의 등장, 문인화의 출현
5. 명,청대: 원림예술의 제 2고조기, 원림이 성행, 황실원림 발달
6. 청대 이후: 원림예술 발전 중단

##### 중국 원림 건축의 예
- 소주원림: 중국 원림건축의 예술특색을 보여준다. 제한된 공간에서 인공산과 수목을 장식하며 정자와 누각, 연못과 작은 다리를 배치하여 작은 것으로 큰 것을 그려내는 예술적 효과를 얻어낸다. 이 중에서는 창랑정, 사자림, 졸정원, 유원 등이 유명하다.

- 원명원: 중국의 제일 저명한 황실원림으로 정교롭다. 유럽에까지 그 명성이 퍼져 18세기 유럽 자연 풍경원의 발전에도 영향을 미쳤다.

## 같이 보기
- 쑤저우 고전원림
- 피서산장
- 분경
- 서호
- 중국의 건축